# Коротай
Корота́й (рос. Коротай) — присілок в Глазовському районі Удмуртії, Росія.

## Населення
Населення — 12 осіб (2010; 13 в 2002).
Національний склад станом на 2002 рік:
- удмурти — 92 %

## Урбаноніми[3]
- вулиці — Вишнева, Лісова, Лучна, Південна, Сонячна, Центральна